# Zótico de Comana
Zótico (em latim: Zoticus) foi um mártir e bispo de Comana Pôntica no século III. A cidade é por vezes identificada como sendo ainda Comana na Capadócia, o que é disputado por outras fontes como a Enciclopédia Católica, que sugere uma Comana na Itália.
Ele é conhecido por sua luta contra a heresia montanista. Baseado em Eusébio de Cesareia, sabemos que Apolônio de Éfeso falou em sua obra (perdida) sobre Zótico, que havia tentado exorcizar uma tal Maximila, mas teria sido impedido por Temiso, e sobre o bispo-mártir Tráseas, outro adversário do Montanismo.
Zótico sofreu o martírio durante uma perseguição aos cristãos na época de Sétimo Severo por volta de 204. Uma Vita de Zótico, chamada "Vita Zotici", foi escrita durante o reinado do imperador bizantino Miguel IV Paflagônio (r. 1034–1041).
A cidade de Saint-Zotique, Quebeque, foi batizada em sua homenagem.